# Baarderadeel
Baarderadeel est une ancienne commune néerlandaise de la province de la Frise.

## Histoire
La commune a existé jusqu'au 1er janvier 1984. À cette date, la commune a été regroupée avec celle de Hennaarderadeel pour former la nouvelle commune de Littenseradeel, renommée Littenseradiel (en frison) dès 1985

## Localités
La commune était composée de quinze villages. Mantgum était le chef-lieu.

### Démographie
En 1840, la commune de Baarderadeel comptait 700 maisons et 4 564 habitants.